# 船窪岳
船窪岳（ふなくぼだけ）は、後立山連峰にある富山県富山市と長野県大町市にまたがる山。一般的かつ大町市の表記での標高は「第2ピーク」の2459m。ただし国土地理院地図では山頂より低い船窪乗越あたりの2303mの（第1）ピークに船窪岳と記載されており両ピークに標識がある。山名は船窪乗越あたりの稜線が大きな船底の形のように窪んでいることに由来する。

## 植生
山頂を含め、全域にオオシラビソの森林が広がる。山の左手の斜面にはニッコウキスゲの大群落がある。

## 登山
七倉温泉から登るコースでは、鼻付八丁と呼ばれる急登を含んだ七倉尾根を登り、高瀬湖と槍ヶ岳や裏銀座縦走路などの絶好の展望台である天狗の庭や七倉岳山頂近くの稜線上の船窪小屋を過ぎ、大きく下ってから登り返して船窪岳山頂に至る。
黒部湖右岸の針ノ木谷から登るコースでは、船窪谷を詰めて左手の尾根に取り付き、船窪乗越付近で七倉岳からの縦走路に出会い、そこから西側に山稜をたどる。
山頂付近のコース中には何ヶ所もワイヤーや梯子があり、足元は風化により小砂利が波打って崩れる所があるなど、上級者向けの難コースとなっている。